# 普萊森特湖 (麻薩諸塞州巴恩斯特布爾縣)
普萊森特湖（英語：Pleasant Lake）是位於美國麻薩諸塞州巴恩斯特布爾縣的一個非建制地區。

## 地理
普萊森特湖所處的海拔為高於海平面24米（即79英呎），而該地所採用的時區為UTC-5，即北美东部時區（EST）。同時該地設有夏令時間，為UTC-5調快一小時，即UTC-4（EDT）。